# Рашидов, Шаид Рашидович
Шаид Рашидович Рашидов (15 ноября 1940, Энгель-Юрт, Чечено-Ингушская АССР — 13 ноября 2020) — чеченский писатель, поэт, переводчик, член Союзов писателей СССР и России, народный писатель Чеченской Республики.

## Биография
Отец будущего поэта добровольцем ушёл на фронт и дошёл до Берлина. За отвагу при взятии Будапешта он был представлен к званию Героя Советского Союза, но не получил награду, так как был представителем репрессированного народа. Пока он воевал его семья была депортирована в село Молотово (Будёновский район, Таласская область, Киргизская ССР). После окончания войны отец приехал к семье в Киргизию. К тому времени от лишений скончался его старший сын.
В селе Молотово Шаид окончил семилетку, а 10 классов — в Джалал-Абаде. В 14 лет опубликовал в районной газете своё первое стихотворение. Так как на тот момент чеченских изданий не было, он написал его на киргизском языке.
Рашидов окончил школу в Киргизии с золотой медалью и вернулся на родину в 1957 году, где поступил в Чечено-Ингушский педагогический институт на заочное отделение историко-филологического факультета. После окончания института в 1964 году он работал директором школы сначала в селе Нижний Герзель, а затем в родном селе. Здесь он проработал почти 30 лет, до назначения заведующим отделом народного образования Гудермесского района. Несколько раз был избран депутатом Гудермесского городского Совета народных депутатов.
В 1968 году был издан первый сборник стихов Рашидова, который принёс ему известность. Книга получила хорошие отклики известных чеченских литераторов: Салаха Гадаева, Магомеда Мамакаева, Магомеда Сулаева и других.
Помимо стихов Рашидов опубликовал ряд прозаических произведений. Его произведения переведены на украинский, ингушский, казахский, таджикский и целый ряд других языков. Более 300 его стихов были положены на музыку. Кроме того, он занимался литературными переводами.
В 2009 году он был удостоен премии Интеллектуального центра Чеченской Республики «Серебряная сова» в области литературы.

## Награды и звания
- Отличник народного образования РСФСР;
- Народный писатель Чеченской Республики;
- академик Академии безопасности и правопорядка;
- почётный профессор Современной гуманитарной академии;
- премия Петра Великого;
- «Золотая медаль»;
- юбилейная медаль «70 лет Союзу писателей».
- старший научный сотрудник Академии наук Чеченской Республики.